# Shingo Hoshino
Shingo Hoshino (星野 真悟 Hoshino Shingo?), född 2 maj 1978 i Fukuoka prefektur, är en japansk före detta fotbollsspelare.
Hoshino började sin karriär 2001 i Ehime FC. Han spelade 184 ligamatcher för klubben. Han avslutade karriären 2008.